# Gaio Lecanio Basso
Gaio Lecanio Basso (in latino: Gaius Laecanius Bassus; Colonia Pietas Iulia, 3 a.C. circa – dopo il 64) è stato un magistrato e senatore romano, console dell'Impero romano.

## Biografia
Lecanio era membro di una gens di origine etrusca ma poi trasferitasi nella colonia di Pietas Iulia, probabilmente al momento della sua fondazione cesariana nel 46/45 a.C.
Non molto è noto della sua carriera, che però dovette essere promossa dalle grandi ricchezze acquisite dalla famiglia sin dal tempo delle guerre civili, in cui probabilmente sostennero lo schieramento vincente. Attestato come pretore urbano nel 32, Lecanio arrivò poi al vertice dello stato romano, venendo nominato insieme a Quinto Terenzio Culleone console suffetto dal 13 gennaio al giugno del 40 in sostituzione del princeps Caligola, che aveva aperto l'anno come consul sine collega a causa della morte del suo collega console avvenuta poco prima di entrare in carica e che aveva ricoperto la magistratura per i primi dodici giorni di gennaio. Sotto il consolato di Lecanio e Culleone, Caligola procedette ad eliminare gli ultimi resti della congiura di Lepido e Getulico del 39, facendo uccidere il cugino Tolomeo di Mauretania e l'ex prefetto d'Egitto Avillio Flacco, e poi ad escogitare, per risollevare la propria fama, l'idea di una campagna britannica, mai avvenuta; al ritorno a Mogontiacum, Caligola sembra aver sfrondato le legioni germaniche di quegli elementi sospetti per la vicinanza a Getulico, e poi tornò a Roma, da cui partì ad inizio giugno per andare in Campania per l'estate.
Ben ventiquattro anni dopo il suo consolato, dopo aver goduto del favore di Claudio, Lecanio è attestato come magister sodalium Augustalium Claudialium nell'anno del consolato del figlio, il 64: evidentemente, i rapporti intrattenuti con il figlio adottivo e successore di Claudio, Nerone, dovettero essere anch'essi buoni.
Lecanio è inoltre noto come grande proprietario terriero, con immense tenute nel territorio di origine dell'Istria: oltre a terreni nella zona di Matteria, nell'Istria settentrionale, Lecanio possedeva sicuramente proprietà olivicole e vinicole nella zona della natia Pola, dove è attestata l'esistenza di una villa rustica con figlina dedita alla produzione di anfore, e in particolare nei territori di Val San Pietro e della sontuosa villa di Val Catena nei pressi di Brioni Maggiore, forse appartenuta proprio a Lecanio. L'estensione dei commerci - anfore con il timbro di Lecanio sono state ritrovate in tutto il nord Italia, nella zona norica di Magdalensberg, nella pannonica Ptuj e anche a Roma - e la diffusione del nomen di Lecanio nei nomi di schiavi e liberti in tutte queste zone attesta la sua straordinaria potenza economica, tale da rendere la sua famiglia probabilmente la più ricca d'Istria, e in ogni caso una delle più ricche. La fortuna dei possedimenti di Lecanio sembra però essere venuta meno con l'età flavia, forse soppiantata dai nuovi commerci provenienti dalla Betica.
Figlio di Lecanio era l'omonimo Gaio Lecanio Basso, console ordinario nel 64 e defunto attorno alla metà degli anni 70. La stirpe biologica dei Laecanii sembra però essere poi venuta meno, e il console del 64 dovette quindi ricorrere all'adozione di membri dell'etrusca (e quindi ancestralmente conterranea) gens Caecina: egli adottò così il figlio di Aulo Cecina Peto (console suffetto nel 37) e Arria, che assunse così i nomi di Gaio Lecanio Basso Cecina Peto, divenne console suffetto nel 70 e che ebbe un figlio, Gaio Lecanio Basso Cecina Flacco, morto prematuramente a 18 anni nell'80. Sembra poi che il console del 64 abbia adottato anche un membro di una gens della medesima regione della Venetia et Histria, il poco noto Gaio Lecanio Basso Paccio Peligno.